# Honda Collection Hall
La Honda Collection Hall è un museo dei trasporti situato a Motegi, Tochigi, in Giappone, che ospita una collezione di motoveicoli e autovetture prodotti dalla Honda. Si trova nei pressi dell'autodromo Twin Ring Motegi ed è stato aperto nel 1998.
Il museo espone circa 350 opere tra automobili e motocicli, sia da competizione che stradali prodotti nell'arco temporale che va dagli anni 60 ai primi 2000.